# 永野芳夫
永野 芳夫（ながの よしお、1894年8月29日 - 1967年12月22日）は、日本の哲学・教育学者、広島大学名誉教授。

## 来歴
大分県生まれ。東京帝国大学哲学科卒。大正大学教授、広島大学教授、1950年「デューイ教育学の基本諸原理」で広島大文学博士。1958年定年退官、玉川大学教授。1957年日本デューイ学会初代会長。笹山三次の名で蘭の研究もおこない、日本蘭協会会長。

## 著書
- デューイ研究 第1-2巻 大同館書店 1920-1922
- 教育改造の原理 大同館書店 1921
- 経験哲学を基礎としての新しい教育論 モナス 1924
- デューイ研究 第3巻 大同館書店 1926
- 論理学概論 三共社 1926
- ヂヨオン・デユーイ論理学説の研究 大同館 1926
- 論理学概説 日東書院哲学叢書 日東書院 1931
- 唯物論は真理か 日東書院 1931
- 蘭譜 笹山三次 改造社 1932
- 哲学概論 改造社 1932
- 現代欧米の哲学 仏・英・米・伊篇 改造社 1934
- デューイの教育学 中和書院 1937
- 論理学 三省堂 1942
- 老子の哲学 中和書院 1943
- デューイの「教育哲学」 中和書院 1947
- アメリカの哲学 アルス 1947
- 唯物論哲学 中和書院 1947
- デューイ研究 第4-8巻 中和書院 1948
- 新教育の方法論 中和書院 1949
- デューイ教育思想の基本原理 春秋社 1950
- デューイの経験哲学と教育学 春秋社 1950
- 新稿デューイ研究叢書 第1-10巻 春秋社 1951-1959
- デューイ 牧書店 1956 (西洋教育史)
- 東洋蘭譜 笹山三次 加島書店 1957
- 東洋蘭写真集 加島書店 1960
- 東洋蘭柄物譜 加島書店 1964
- 図譜洋蘭定本 加島書店 1967

## 共著
- 改造思潮に基ける新学校の主張と其実際 佐藤武 三共出版社 1923

## 翻訳
- 算術の心理学 エドワード・エル・ソンダイク モナス 1924 (世界教育教授新潮叢書)
- 根本経験論 ウイリアム・ヂエイムズ 三共出版社 1924 (経験哲学叢書)
- 東洋哲学物語 アダムス・ベック アルス 1930　改題「東洋哲学史話」
- 東洋哲学物語 中国篇 アダムズ・ベック 村山書店 1958
- デューイをめぐる対話 C.ラモント 春秋社 1960
- 倫理・社会・教育 北京大学哲学講義 デューイ 大浦猛編 飯塚書房 1975

## 参考
- 日本人名大辞典